# 塩田雄次
塩田 雄次（しおた ゆうじ、1913年（大正2年）1月19日 - 1994年（平成6年）1月8日）は、日本の実業家。羽後銀行頭取、北都銀行初代会長。

## 来歴・人物
塩田団平の次男として、秋田県平鹿郡雄物川町（現：横手市）に生まれる。
秋田県立秋田中学校、慶應義塾大学法学部卒業後、第百銀行（後に三菱銀行に吸収合併、現在の三菱UFJ銀行）に入行。21年あまり在籍し品川支店次長等を歴任する。
1958年には、羽後銀行に転じ、その後頭取に昇格する。頭取在任時には、本店の横手市から秋田市への移転や本店新館の建設、さらにはオンラインシステムの導入、店舗網の整備等、経営の近代化を推進した。1988年には代表取締役会長に退き、1993年に秋田あけぼの銀行との合併で誕生した北都銀行会長に就任した。
数多くの役職も歴任し、1963年からは16年間にわたり秋田県教育委員を務め、その間には教育委員長も務めたほか、秋田高校同窓会第六代会長や、秋田商工会議所会頭、秋田商工会議所連合会会長も歴任するも、2期目の途中に病気で辞任した。
1994年1月8日逝去。享年80。
次男に、フィデアホールディングス取締役監査委員長を務めた塩田敬二がいる。

## 略歴
- 1930年（昭和5年） - 秋田県立秋田中学校卒業。
- 1937年（昭和12年） - 慶應義塾大学法学部卒業後、第百銀行に入行。
- 1958年（昭和33年） - 羽後銀行入行、秋田支店長。
- 1959年（昭和34年） - 常務取締役。
- 1961年（昭和36年） - 専務取締役。
- 1973年（昭和48年） - 頭取。
- 1988年（昭和63年） - 会長。
- 1993年（平成5年） - 合併、北都銀行会長。
- 1994年（平成6年） - 逝去。

## 親族
以下、人事興信録8版より。
- 祖父・7代団平
- 祖母・フサ（萬延元2月生、高橋利兵衛の長女）
- 父・重三（8代団平）
- 母・セツ（明24年、2月生、菅忠吉・三女）
  - 姉・慶子（明42年1月生）
  - 長男・浩太郎（明44年7月生、兄）
  - 三男・陽三（大正五、六生、弟）
  - 二女・榮子（大正八、四生、妹）
  - 三女・武子（大正一一、三生、妹）
  - 四男・兼四郎（昭二、七生、弟）

### 一族
- 伯母・イチ（明一二、一生、父の姉）
- 叔母・クニ（同三四、四生、父の妹）
- クニの夫・湊貞輔（義理の叔父）